# تد کتلین
تد کتلین (به انگلیسی: Ted Catlin) بازیکن فوتبال زادهٔ ۱۱ ژانویه ۱۹۱۰ اهل کشور انگلستان که سابقهٔ بازی در تیم ملی فوتبال انگلستان را در کارنامهٔ خود دارد. وی در تاریخ ۱۷ اکتبر ۱۹۳۶ نخستین بازی ملی خود را در مقابل تیم ملی فوتبال ولز انجام داد و با حضور در ۵ بازی ملی، در تاریخ ۱۷ مه ۱۹۳۷ واپسین بازی ملی‌اش را در برابر تیم ملی فوتبال سوئد برگزار کرد.